# Chas Guldemond
Charles Guldemond, detto Chas (22 aprile 1987), è uno snowboarder statunitense.

## Biografia
Specialista di halfpipe e slopestyle, ha esordito in Coppa del Mondo di snowboard l'11 gennaio 2013 a Copper Mountain, negli Stati Uniti, conquistando subito una vittoria.
In carriera ha vinto due medaglie di bronzo agli Winter X-Games.

## Palmarès

### Coppa del Mondo
- Miglior piazzamento in classifica generale freestyle: 22° nel 2013.
- Miglior piazzamento nella Coppa del Mondo di slopestyle: 8° nel 2013.
- 1 podio:
  - 1 vittoria.

#### Coppa del Mondo - vittorie
| Data            | Luogo           | Paese       | Disciplina |
| --------------- | --------------- | ----------- | ---------- |
| 11 gennaio 2013 | Copper Mountain | Stati Uniti | SBS        |